# Brennos (IIIe siècle av. J.-C.)
Ne doit pas être confondu avec Brennos (IVe siècle av. J.-C.).
Pour les articles homonymes, voir Brennos.
Brennos en gaulois ou latinisé en Brennus, est un chef celte du IIIe siècle Il dirige, avec Acichorius, la Grande expédition qui parvient jusqu'au sanctuaire de Delphes en 279 av. J.-C. Sa mort est datée vers 278 av. J.-C.

## Biographie
En 298 av. J.-C., à la tête d'une armée de guerriers celtes, Brennos tente d'attaquer la Thrace et la Macédoine avant d'être repoussé. 
En 279 av. J.-C., Brennos pénètre en Macédoine avec une armée considérable (65 000 guerriers selon Trogue Pompée). Le roi Ptolémée Kéraunos et son général Sosthène sont tués en tentant de repousser l'invasion. À ce moment-là, l'armée celte se scinde en deux. Brennos marche vers le sud avec ses troupes d'élite ; il saccage la Thessalie et massacre les populations locales mais est arrêté aux Thermopyles. Après l'épisode des Thermopyles, Brennos divisa son armée en trois, l'un de ces détachements était mené par Acichorius. 
L'armée grecque était composée de 30 000 hoplites et cavaliers. L'armée de Brennos comportait entre 40 000 et 152 000 hommes, dont potentiellement 60 000 cavaliers. Le détachement de Brennos assiégea le sanctuaire de Delphes mais il fut stoppé par les populations locales qui se sont révoltées contre lui, surtout après les massacres en Thessalie.
La légende veut qu'il fut repoussé par une intervention d'Apollon : ses soldats sont saisis d'une terreur panique à la suite d'un ouragan d'une rare violence et prennent la fuite ou s'entretuent. Désespéré de ce désastre et blessé, Brennos se donne la mort en s'empoisonnant.
Le sanctuaire de Delphes organisa de célèbres Soteria pour commémorer cette victoire. Ils étaient composés de compétitions sportives et musicales. De nombreuses cités y étaient invitées,.